# Radio K.A.O.S.
| 전문가 평가                   | 전문가 평가 |
| 평가 점수                     | 평가 점수   |
| 출처                          | 점수        |
| ----------------------------- | ----------- |
| AllMusic                      | [ 1 ]       |
| Los Angeles Times             | [ 2 ]       |
| The Rolling Stone Album Guide | [ 3 ]       |
| The Village Voice             | B           |

《Radio K.A.O.S.》는 영국의 록 음악가이자 전 핑크 플로이드 멤버 로저 워터스의 두 번째 솔로 스튜디오 음반이다. 1987년 6월 15일, 영국에서, 6월 16일, 미국에서 발매된 이 음반은 1985년 핑크 플로이드에서 공식적으로 분리된 이후 워터스의 첫 솔로 음반이다. 그의 이전과 미래의 스튜디오 음반들과 핑크 플로이드 시절 그의 많은 작품들과 마찬가지로, 이 음반은 1980년대 후반의 주요 주제들을 바탕으로 한 콘셉트 음반으로, 통화주의와 그것이 시민들에게 미치는 영향, 당시의 대중 문화, 냉전의 사건들과 결과들을 포함하고 있다. 이 음반은 또한 워터스가 구상한 또 다른 음반인 핑크 플로이드의 《The Final Cut》와 같은 마거릿 대처 정부를 비판한다.
이 음반은 웨일스 출신의 심신장애인인 빌리가 동생 베니가 시장세력으로 인해 광산에서 해고된 뒤 택시기사를 사망에 이르게 한 후 그의 삼촌 데이비드와 함께 로스앤젤레스에 강제 수용된 뒤 나온 것이다. 이 음반은 라디오 KAOS라는 이름의 지역 가상 라디오 방송국의 디스크 자키인 짐과 그와 방송 중 대화를 통해 빌리의 마음과 세상을 바라보는 시각을 탐구한다.

## 배경 및 영감
1979년, 워터스는 《The Wall》 음반의 라디오 다큐멘터리를 위해 짐 래드를 만났고, 오늘날까지 남아있는 우정을 시작했다. 래드는 처음에 KMET의 기괴한 어류 보고서를 들음으로써 워터스의 희미한 L.A. 인생관에 약간의 빛을 불어넣어 주는 영감이었다. 워터스는 래드의 라디오 방송국 KMET과의 곤경과 시장 조사 수익을 찾아 방송국의 프로그래밍 형식을 바꾸기 위해 결국 해고되는 것에 점점 더 관심을 갖게 되었다. 1985년 워터스는 〈Get Back to Radio〉라는 곡을 썼는데, 이 곡은 래드의 경험과 어린 시절의 기억에서 비롯된 것으로 보인다. 워터스는 어렸을 때 밤까지 룩셈부르크 라디오를 들었던 것을 애틋하게 기억한다.
1985년 영국에서 발생한 광부 파업으로 파업 중인 노동자가 고속도로 다리에서 콘크리트 블록을 던져 작업 광부를 자신의 직장으로 데려가던 택시기사가 사망하는 사건이 워터스의 잠재의식에 등록하는 듯 하더니 두 번째 곡인 〈Who Needs Information〉과 나중에 〈Me or Him〉으로 나타났다. 《Home》이라는 제목의 이 음반은 녹음하는 데 3개월밖에 걸리지 않았고, 1986년 내내 16곡에서 발전했으며, 지금은 친숙한 워터스의 콘셉트 음반으로 작업되었다.
〈Me or Him〉에서의 로널드 레이건 선거 광고는 1980년 레이건의 실제 정치 광고에서 추출한 것이다.

## 녹음
이 음반은 런던의 워터스 자신의 개인 스튜디오인 당구장에서 녹음되었고 런던의 오디세이 스튜디오에서 믹스되었다.
녹음은 로저 워터스의 블리딩 하트 밴드의 도움으로 이루어졌다.

## 홍보
이 음반은 1987년 4월 6일, EMI의 보도 자료를 통해 처음 발표되었으며 워터스의 새 음반, 세부 음반, 발매일을 확정지었다. 보도 자료에는 이 프로젝트가 워터스의 음반에 대한 원래 비전과 같은 무대 쇼, 영화, 라이브 음반으로 완성되는 본격적인 록 오페라로 구상되었다고 언급되어 있다.
워터스는 이번 음반에 〈Radio Waves〉, 〈Sunset Strip〉, 〈Fish Report〉, 〈Four Minutes〉, 〈The Tide Is Turning (After Live Aid)〉 등의 곡들이 수록된 비디오 EP도 만들었다.

## 곡 목록
모든 곡들은 로저 워터스에 의해 작사/작곡하였다.
| #  | 제목                                     | 재생 시간 |
| -- | ---------------------------------------- | --------- |
| 1. | 〈Radio Waves〉                          | 4:58      |
| 2. | 〈Who Needs Information〉                | 5:55      |
| 3. | 〈Me or Him〉                            | 5:23      |
| 4. | 〈The Powers That Be〉                   | 4:36      |
| 5. | 〈Sunset Strip〉                         | 4:45      |
| 6. | 〈Home〉                                 | 6:00      |
| 7. | 〈Four Minutes〉                         | 4:00      |
| 8. | 〈The Tide Is Turning (After Live Aid)〉 | 5:43      |